# Bolyai János
Bolyai János (Kolozsvár, 1802. december 15. – Marosvásárhely, 1860. január 27.) magyar matematikus és hadmérnök. Bolyai Farkas fia és egyben tanítványa. A magyar tudomány egyik legnagyobb alakja, az egyik leghíresebb magyar matematikus, a „geometria Kopernikusza”, „az erdélyi tudományosság legkiemelkedőbb képviselője”.
Valóságos csodagyerek volt, mégsem tanulhatott Göttingenben, helyette a bécsi katonai akadémiára került és ott kitűnő eredménnyel hadmérnökként végzett. 1831-ben megjelent Appendix című művével megalkotta a nemeuklideszi geometriát, amely nélkülözhetetlen alapot jelentett a 20. század fizikai elméletei számára. Ő maga is szorgalmazta egy nemeuklideszi alapokra helyezett mechanika kidolgozását, azaz „majdnem egy évszázaddal Albert Einstein előtt megfogalmazta Einstein gravitációértelmezésének a célkitűzését”. A komplex számok, a számelmélet, illetve az algebrai egyenletek témakörében folytatott kutatásai kéziratban maradtak ugyan, és csak jóval később kezdődött meg feldolgozásuk, azonban mai szemmel nézve is igen figyelemre méltóak. Szintén elismerést érdemelhet zeneelméleti és filozófiai munkássága, továbbá hadmérnökként többek közt részt vett a temesvári erőd korszerűsítésének tervezési munkálataiban is.
A magyar nép géniusza a tudomány területén legmagasabb fokon Bolyai Jánosban öltött testet.

## Családi háttere és életútja

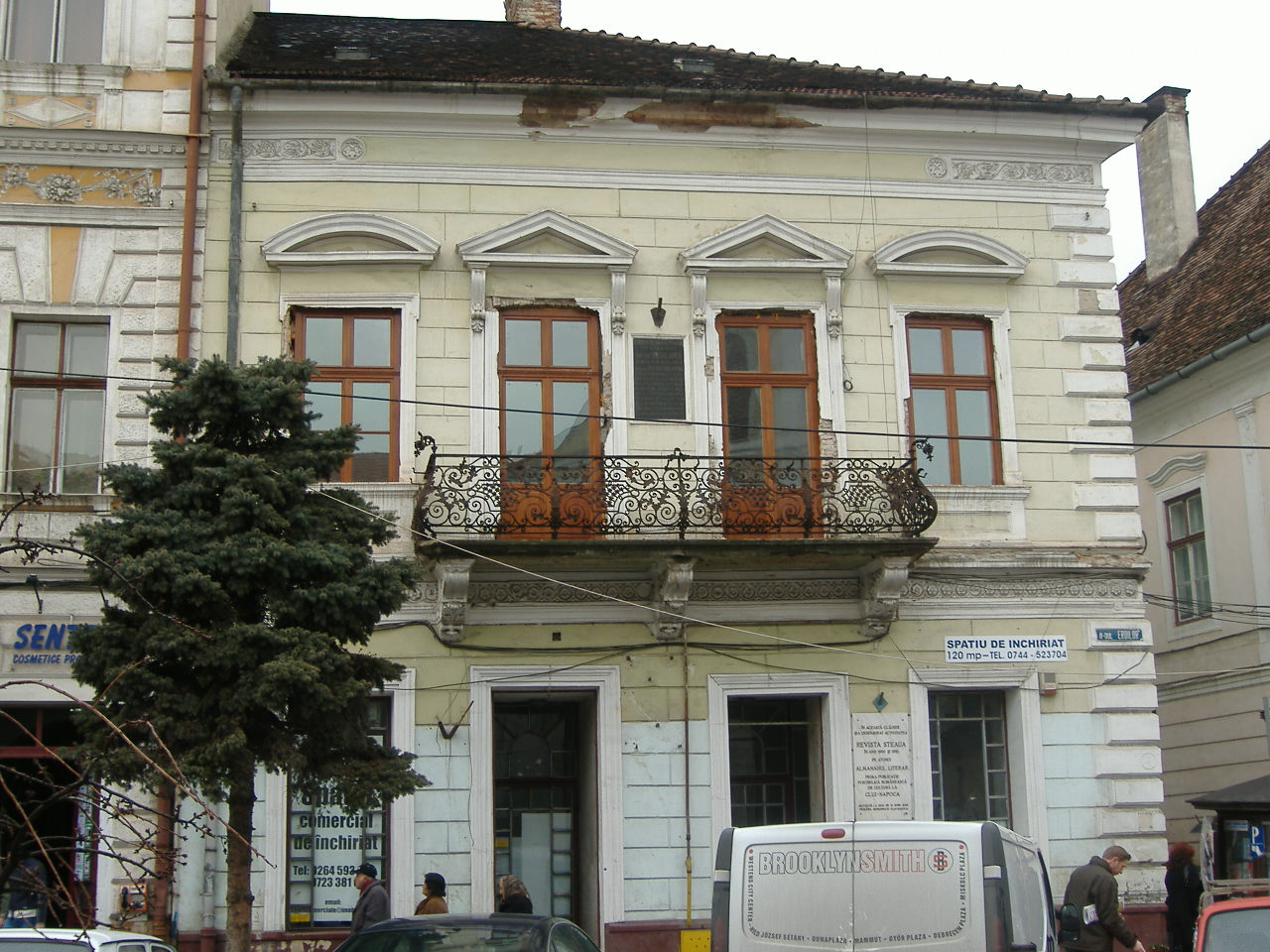
Bolyai János szülőháza Kolozsvárott

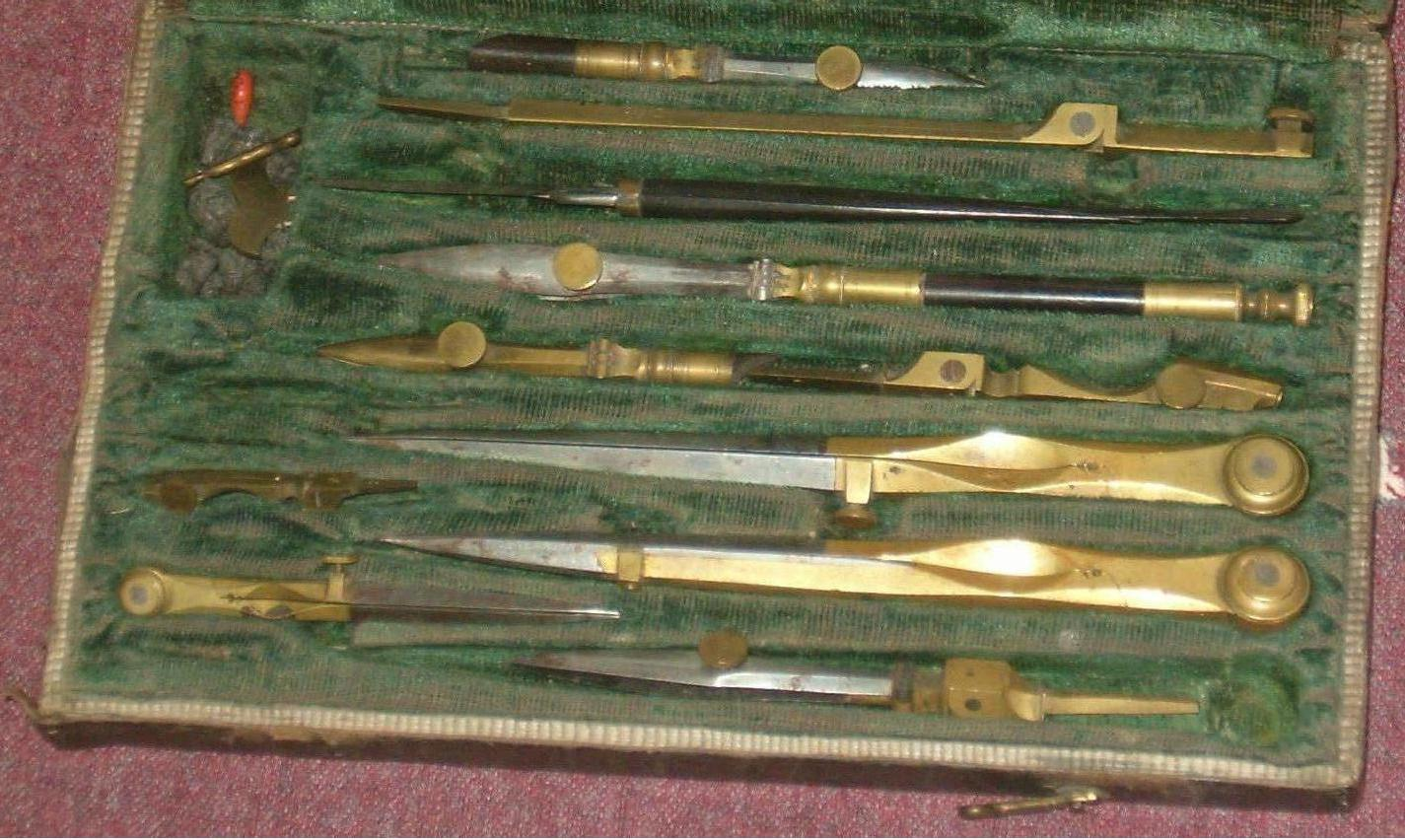
Családi körzőkészlet a marosvásárhelyi Bolyai Múzeumban

Apai nagyszülei, Bolyai Gáspár és pávai Vajna Krisztina révén magyar-székely, anyai nagyszülei, árkosi Benkő József és Bachmann Júlia által magyar-szász származású. Kolozsváron született, ahol szülőháza ma is látható, pár lépésre a város főterétől. Szülei Bolyai Farkas matematikus és író, illetve Benkő Zsuzsanna első gyermekeként született, egyetlen húga kisgyermek korában meghalt. Már gyermekkorában jelét adta nem mindennapi képességeinek. Hétévesen németül és hegedülni kezdett tanulni. Eleinte apja, majd a marosvásárhelyi kollégium felső osztályos diákjai tanították. 1814-ben, azaz tizenkét évesen íratták be a kollégiumba, ahol rögtön a negyedik osztályba került, és 1817-ben évfolyamelsőként tette le a záróvizsgát.
Bolyai Farkasnak az volt az elképzelése, hogy fiát a göttingeni egyetemre küldi, ahol ő maga is tanult, és ehhez barátja, az akkor már világhírű Gauss segítségét kérte. Mivel Gauss a levélre nem válaszolt, Bolyai János 1818-ban a bécsi hadmérnöki akadémiára felvételizett. Taníttatásának költségeit báró Kemény Miklós vállalta, utóbb báró Kendeffy Ádám is hozzájárult. A választott intézményt illetően elég hamar csalódnia kellett: matematikát csak az első két évben tanultak, és számtalan olyan kötelezettségnek kellett eleget tennie, amelyek untatták. Ebben az időben kezdte el a párhuzamosok tanulmányozását; a matematika mellett a másik kedves időtöltése a zene volt. Az akadémiát 1822 szeptemberében kiváló eredménnyel fejezte be, ezt követően mérnökkari tisztjelöltként még egy évig a katonai építészmérnökök szaktantárgyait tanulta. 1823-ban alhadnagyi rendfokozatban a temesvári erődítési igazgatóságra küldték, ahonnan matematikai felfedezéseivel kapcsolatban azt írta édesapjának, hogy: „Semmiből egy ujj más világot teremtettem.” 1826 áprilisától pedig az aradi erődítési igazgatóságon dolgozott, ahol 1827-ben főhadnaggyá léptették elő. 1827 végén–1828 elején betegségét követően Marosvásárhelyre utazott lábadozni, de 1828 második felében is sokat szenvedett a maláriától. 1828-ban Nagyváradon, 1829-ben Szegeden végzett katonai felméréseket. 1831 májusától Lembergben, a galíciai főhadparancsnokság lembergi kerületi műszaki és erődítési igazgatóság mérnöktisztjeként szolgált másodosztályú kapitányi rendfokozatban, majd 1832-ben Olmützbe helyezték. Útban szolgálati helye felé balesetet szenvedett, amelynek következtében több mint egy hónapig agyrázkódással ápolták.
1833-ban betegsége miatt nyugdíjazását kérte, amit a „kilátással a későbbi visszahelyezésre” megjegyzéssel kapott meg. Ekkor visszatért Marosvásárhelyre, ahol özvegy édesapjával lakott, közös háztartásban. 1834-ben kiköltözött a család domáldi birtokára, ahol gazdálkodással foglalkozott, emellett újból nekilátott a matematikai kutatásoknak. Gazdasszonya a kurtanemesi családból származó kibédi Orbán Rozália volt, akitől négy gyermeke született:  Dénes (1837–1913), Amália (1840–1893), Klára Eliza (1844–?), Gyula (1855–1901). 1845-ben Bolyai Farkas másnak adta bérbe a családi birtokot, mivel úgy találta, hogy fia elhanyagolja a gazdaságot, így 1846 elején János visszaköltözött Marosvásárhelyre. Ezzel a lépéssel anyagilag elég rossz helyzetbe került, mivel a nyugdíja alacsony volt.
1848-ban a magyar hadügyminisztérium felhívást tett közzé a szolgálaton kívüli és nyugalomba helyezett katonatisztek számára, hogy lépjenek be a honvédségbe; az erdélyi közvélemény is azt várta Bolyaitól, hogy katonai feladatot vállaljon. Bolyai, noha azonosult a forradalom törekvéseivel, betegsége miatt nem vállalta a hadi szolgálatot.
1849 májusában házasságot kötött élettársával, Orbán Rozáliával; ezt előzőleg a katonatisztek számára előírt kaució hiánya miatt nem tudta megtenni. Júniusban levelet írt Kossuth Lajosnak, amelyben felajánlotta szolgálatait a kormánynak, amelytől azt várta, hogy az ország jóléte érdekében megvalósítja az ő elképzeléseit; a beadvány további sorsa nem ismert, elképzelhető, hogy Bolyai végül is nem küldte el.
1852-ben elvált feleségétől és egy bérelt szobába költözött. 1860 januárjában tüdőgyulladást és agyhártyagyulladást kapott, de azt megelőzően is hosszasan betegeskedett. 1860. január 27-én halt meg. Két nap múlva a katonai egyenruhájában, de jeltelen sírba temették el. A marosvásárhelyi református egyház halotti anyakönyvébe ezt írták: „Bolyai János, nyugalm. Ingenieur Kapitány – meghalt agy- és tüdőgyulladásban. – Híres, nagy elméjű matematikus volt, az elsők között is első. Kár, hogy nagy talentuma használatlanul ásatott el.”
Hagyatéka – Bolyai Farkaséval együtt – nagyrészt a marosvásárhelyi Teleki–Bolyai Könyvtárban, valamint a Magyar Tudományos Akadémia Könyvtár és Információs Központ Kézirattárának különgyűjteményei között mint önálló Bolyai-gyűjtemény található.

## Munkássága

### Matematika
1820 és 1823 között dolgozta ki és írta meg korszakalkotó felfedezését: a nemeuklideszi geometriát, amelyet abszolút, illetve hiperbolikus geometriának neveztek neves kortársai. Ő maga így fogalmazta meg felfedezését, melyet apjának írt egy levelében: „semmiből egy új, más világot teremtettem” (1823). 1826-ban katonai parancsnokának, Johann Wolter von Eckwehr századosnak átadott egy német nyelvű kéziratot, amely nemeuklideszi geometriai vizsgálatainak összefoglalását tartalmazta, azonban ennek a kéziratnak nyoma veszett. Tudományos felfedezése végül 1832-ben Appendix címen apja Tentamenje első kötetének függelékeként jelent meg, melyet francia és német nyelvre fordítottak le.
A szakirodalom Bolyai–Lobacsevszkij-féle geometriának nevezi a párhuzamossági axióma tagadásán alapuló geometriákat. Az orosz Nyikolaj Ivanovics Lobacsevszkij ugyanis Bolyaitól függetlenül jutott ugyanerre a felfedezésre. A róluk sokáig folytatott elsőbbségi vita azonban nemcsak ezért nem dönthető el, hanem mert Bolyai a hiperbolikus geometriánál általánosabb abszolút geometriai vizsgálatokat is folytatott, míg Lobacsevszkij – némileg előbb ugyan, mint Bolyai – pusztán hiperbolikus geometriával foglalkozott. Míg Lobacsevszkij a párhuzamossági axióma tagadásán alapuló geometriai rendszert épített fel, Bolyai olyan tételeket keresett, amelyek az axióma igaz vagy hamis voltától függetlenül bizonyíthatóak. Ilyen például a gömbi trigonometria is. Ehhez újraértelmezte a párhuzamosságot, majd bemutatta a hiperbolikus sík különféle nevezetes alakzatait. A két geometriát együtt tárgyalta, és párhuzamot vont a gömbi geometriával is. Az 1860-as és 1870-es években Arthur Cayley és Felix Klein kimutatta az alapvető összefüggéseket az euklideszi, a nemeuklideszi és a projektív geometria között, megadva ezzel Bolyai és Lobacsevszkij elméletének a teljes elismerést.

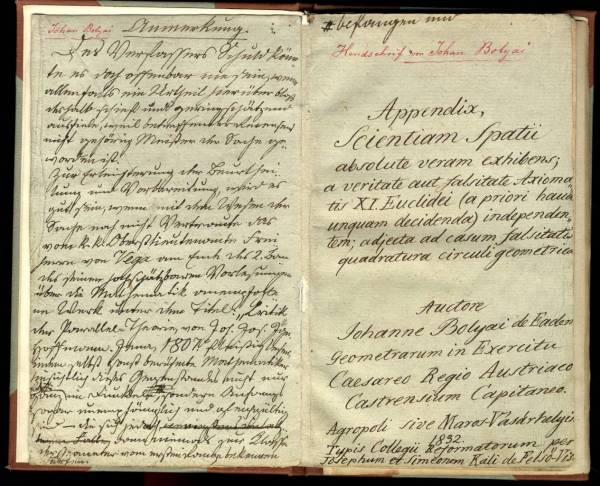
Az Appendix egyik oldala

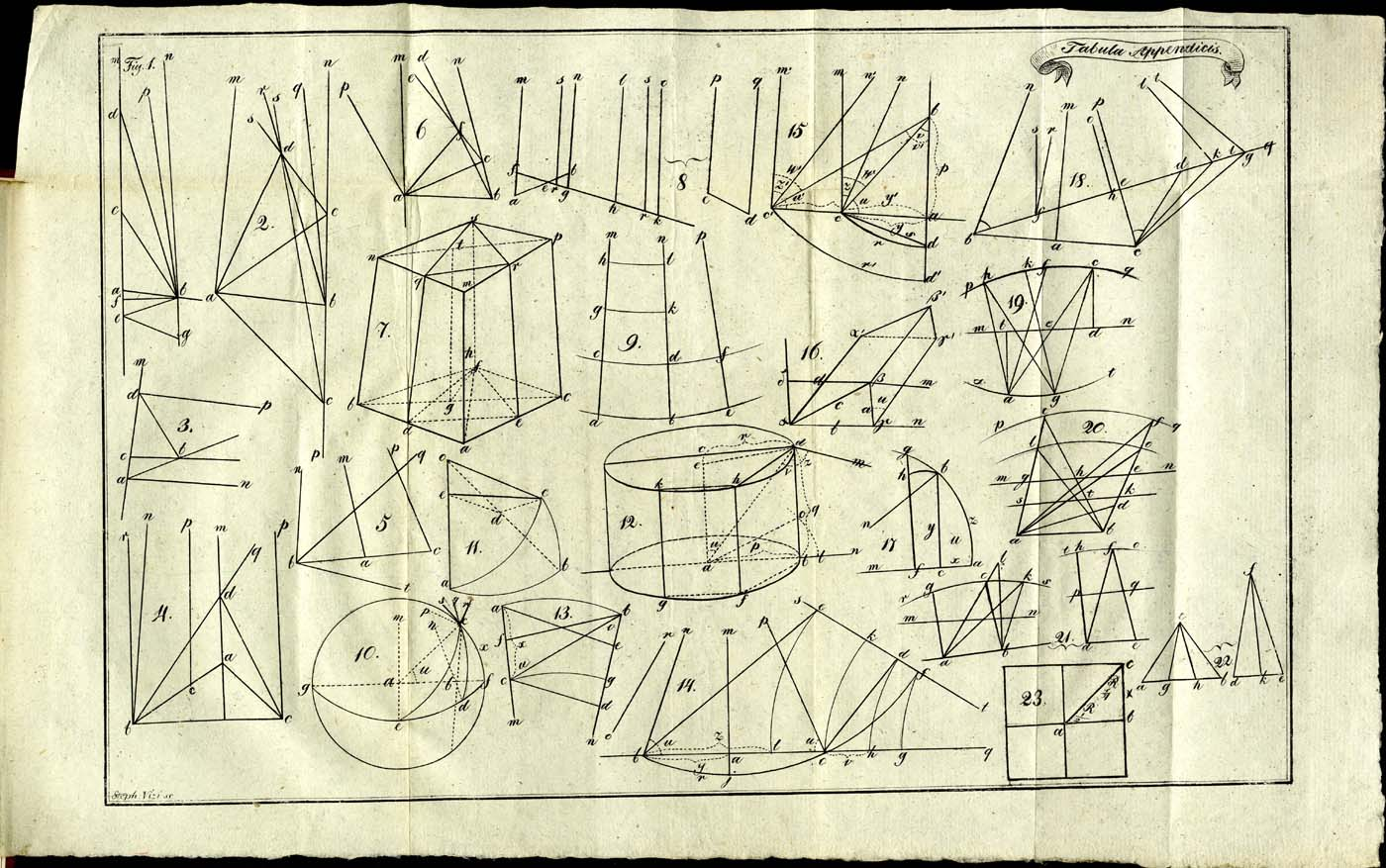
Az Appendix egyik táblázata

1831-ben Bolyai Farkas fia kérésére elküldte Gaussnak az Appendixben leírt nagy felfedezést, de a levél – talán a kolerajárvány miatt – elkallódott, így csak a következő, 1832-es levél jutott el a címzetthez. Gauss nagyon szűkszavú volt a dicsérettel. Ami a legfájóbb volt, azt közölte a levelében, hogy ha megdicsérné Bolyait, akkor önmagát dicsérné, mivel ő is erre a felismerésre jutott, de nem volt bátorsága azt papírra vetni. Gaussban valóban felmerült a nemeuklideszi geometria gondolata, ezt a hagyatékában talált iratok, illetve levelei bizonyítják, azonban külön megkérte a címzetteket, hogy elgondolásait tartsák titokban.
Korának matematikai színvonalához képest hiányos képzettséggel bírt; sok eredménye mások munkáinak újra-felfedezése. Emellett a tudományos segédeszközei is hiányosak voltak. Nem jutottak el hozzá korának matematikai folyóiratai; egyes érdekesebb eredményekről apjától, vagy az első magyar nyelvű közkönyvtárból, a marosvásárhelyi Tékából értesült. Emellett mindkét Bolyai gyűjtötte a matematikai könyveket, és az évtizedek alatt gazdag és jelentős könyvtárat gyűjtöttek össze. Mindezzel János nem volt megelégedve; szerette volna tovább képezni magát.
Bolyai János 1850-ben elkezdte egy axiómákra alapozott geometriai rendszer kidolgozását, de a Raumlehre (Tértan) című német nyelvű kézirat befejezetlen maradt. Ebben Bolyai a fél évszázaddal később megszülető topológia alapjait rakta le. Továbbá foglalkozott az egyszerű mértani alakzatokkal, a ponttal, egyenessel, az abszolút síkkal, szerkesztésekkel, szögekkel és sokszögekkel. A műhöz készült jegyzetek más kérdésekkel is foglalkoznak.
A komplex számokról írott műve, a Responsio (1837) a lipcsei Jablonowszky Társaság pályázatára készült, amelyre (a szintén pályázó) Bolyai Farkas hívta fel figyelmét, aki pályázatában a Tentamenben írottakat ismételte meg. A pályázat a képzetes mennyiségek szerkesztéséről szólt, de János inkább az értelmezésükkel, geometriai szerepükkel és más hasonló mély problémával foglalkozott. Az általa elegy nyi vagy elegyes szám névvel illetett komplex számokat, a kortárs Hamiltonhoz hasonlóan rendezett valós számpárként fogta fel; a komplex számok mértani alkalmazását illetően visszautalt az Appendixben kifejtett geometriájára, amelyet a bírálók nem ismertek. Nem értették a jelöléseket sem. Az elmélet szokatlansága és a pályázat vázlatos kidolgozása miatt a bírálók nem értékelték a művet érdemének megfelelően. Bolyait lesújtotta ugyan a sikertelenség, és visszakérte a dolgozatot, ennek ellenére tovább foglalkozott a komplex számokkal. Az volt a célja, hogy a számelmélet egyes fogalmait és tételeit a komplex számokra is kiterjessze, foglalkozott többek között a komplex számok kongruenciájával is.
Számelméleti kutatásainak legfontosabb eredménye, hogy a kis Fermat-tétel bizonyításával próbálkozva, rátalált az első álprímszámra (341); ez volt a példa, amely a tétel fordítottjának hamisságát igazolta. További ellenpéldákat keresve, megalkotta azt a módszert, amelyet ma Jeans tétele néven ismernek. Új bizonyítást keresett Fermat karácsonyi tételére, és hármat is talált, mindegyik egyszerűbb volt, mint Euleré. Számelméleti jegyzetei főként idősebb korában, az 1850-es években készültek.
Noha Bolyai elsősorban a geometria terén kifejtett munkássága miatt híres, sokat foglalkozott az algebrai egyenletek elméletével is. 
Már fiatal katonatisztként írt leveleiben a harmadfokú egyenletek megoldásának módszereiről. A négynél magasabb fokú egyenletek megoldásán évekig dolgozott, mivel a tudományos élettől távol, vidéki elszigeteltségében Abel és Galois munkái nem jutottak tudomására. Két töredékes kéziratában ő is arra az eredményre jutott, hogy a négynél magasabb fokú általános algebrai egyenleteknek nincs megoldóképlete. A megoldás lehetetlenségére két bizonyítást is talált.
Életében csak az Appendix jelent meg nyomtatásban, bár a többi művét is kiadásra szánta. Ehhez azonban szépen le akart mindent tisztázni. A szép, helyes és pontos megfogalmazás igénye miatt még tudományos eredményeit is csak nagy sokára tudta a nyilvánosság elé tárni. Tervezte, hogy cikkeket küld a Journal der Mathematik und Physik és az Archiv der Mathematik und Physik lapokba, de ebben halála megakadályozta.
Feljegyzéseit még ma is kutatják. Jegyzetei, levelei tele vannak kívülállók által nehezen érthető szavakkal és jelölésekkel; ez különösen a képletek megértését nehezíti meg. Saját írásmódot dolgozott ki, és ezzel jegyzetelt három nyelven: magyarul, latinul és németül. Apjához írott leveleiben a matematika keveredik a többi, sokszor köznapi témával. Halála után a kéziratokat a hadsereg lefoglalta, és csak később került a Magyar Tudományos Akadémia birtokába. Nagy részük elveszett; volt, amit Bolyai Gergely égetett el.
Az Akadémia nem talált kiadásra általuk méltónak ítélt anyagot, és 25 év után visszaadta az örökösöknek. Paul Stäckel is megvizsgálta a jegyzeteket, és kimutatta, hogy igenis lenne mit kiadni belőle. Körülnézett Marosvásárhelyen is adatgyűjtés céljából. Sokat tett Bolyai János munkásságának megismertetéséért, de másokat lebeszélt a jegyzetek tanulmányozásáról, mivel nagyon nehéz megfejteni őket.

### Filozófia

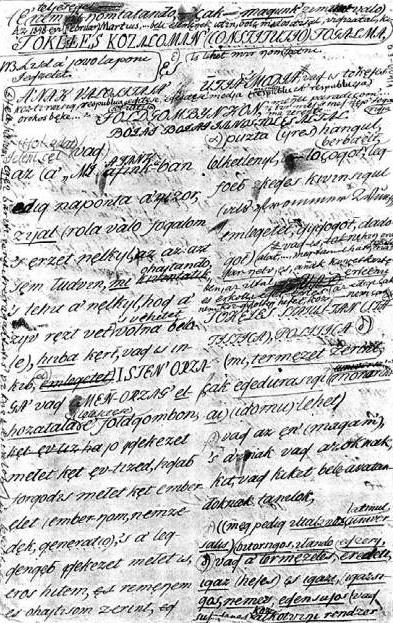
Bolyai János kézirata: a tökéletes közállomány (constitutio) fogalma

Együtt tárgyalta az általa felfedezett hiperbolikus geometriát az euklideszi geometriával, hogy ezzel bemutassa az ellentétek természetes egységét. Elgondolkodott azon, hogy ha többféle geometria lehetséges, akkor vajon melyik írja le jobban a fizikai teret. Erre a kérdésre a fizika módszerei, a kísérletezés, megfigyelés és elméleti modellek adhatnak választ. A tudománynak a valóság megismerésére kell törekednie, és meg kell találnia a középutat a folytonos kétkedés és az idealizmus között. Fontosnak tartotta a népnevelést is, és megemlékezett az 1848–49-es forradalom és szabadságharc hőseiről.
Az anyagnak alakja van, és érzékelni és gondolkodni is képes. Csak az anyag tud mozogni; ami nem anyag, az mozdulatlan. Ismereteinket főként érzékelés útján szerezzük. Az anyagot a mozgással együtt nem teremtették, hanem öröktől fogva van. A világ él; minden pont változik, a változás mozgás; ami nem anyagból van, az változatlan és örök. Isten azonos a világegyetem harmóniájával, és mint ilyen, tökéletes. Azonban nem személytelen, hanem például akarata is van.
Az Üdvtan egy boldogabb társadalomról szóló elképzeléseit tartalmazza. Azon alapul, hogy az egyén csak boldog társadalomban lehet boldog. Ha ezt csak ésszel belátjuk, akkor a műben részletezett átalakításokhoz már nem is kell több ösztönzés. Ebben a rendszerben az iskolai képzés része lenne az euklideszi geometria mellett a hiperbolikus geometria is, és nem létezhetne szerelem. Az embereket név helyett számokkal neveznék meg, amelyek változhatnak is. A gyerekeket az öregek nevelnék. A fegyvereket elvennék a katonáktól, és vadászatra használnák. A pénzgazdálkodást megszüntetnék, újra bevezetnék a cserekereskedelmet. Szigorúan büntetnék a bűncselekményeket. Minden egészséges ember köteles lenne napi két órában földet művelni. Amíg a tan el nem terjed, addig minden mesternek tizenkét tanítványt kell beavatnia, akik a beavatás után tovább terjesztik a tant. Az uralkodókat mielőbb be kell vonni, hiszen nekik van hatalmuk arra, hogy bevezessék a műben részletezett rendszert.
A mű írása közben adódott nyelvi nehézségeit a magyar nyelv logikai nyelvvé alakításával akarta megoldani. A nehézségeken matematikai szigorral igyekezett úrrá lenni. Rendszerében a logikai nyelvvé alakított, pontos kifejezőerővel bíró magyar nyelv lenne a világnyelv, ami legyen szigorúan logikus, félreérthetetlen, áttekinthető, könnyen tanulható és matematikailag pontos. Mindezeket a követelményeket képletekbe foglalta. A nyelvhez készített betűtárat, gyökszótárat, és egyszerűsítő módszereket dolgozott ki.

### Zene

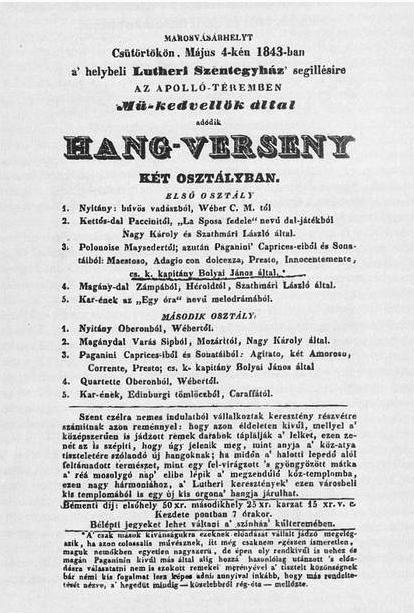
Műkedvelő hangverseny Bolyai János fellépésével, 1843

Bolyai Farkas az 1830-astól az 1850-es évekig zenetanítással is foglalkozott. Második felesége, Nagy Terézia játszott hárfán és szépen énekelt; ez a házasság létrejöttét is segíthette. A Bolyaiak idején felpezsdült a társadalmi és a művészeti élet. János zenei ismereteit mindkét szülője támogatta.
János hétéves korától tanult hegedülni. Saját bevallása szerint azonban nem kapott rendszeres képzést, és sokkal többet tanult önképzéssel, mint a tanáraitól. 12 évesen egy marosvásárhelyi előadáson helyettesítette az első hegedűst. Gyakorlásra kevés ideje jutott, így inkább tehetségének tulajdonította, hogy zenészként is megállta a helyét. Marosvásárhelyen kamarazenélt, néha szórakoztató zenét is megszólaltatott. Nyugalmazása után többet foglalkozott elméleti kérdésekkel, mint a zenéléssel, ezért ekkor is ritkán vette elő a hegedűt. Tízévesen már kisebb műveket, adagiókat és allegrókat komponált. Nagy művészetkedvelő volt mind Marosvásárhelyen, mind Bécsben.
János a zeneelméletét Üdvtanába illesztette bele, ahol a tudományokat és a művészeteket a tizenkettes számrendszer szerint sorolta be. A zene ezt a számrendszert támogatja, mivel 12 félhang (kis szekund) van egy oktávon belül. A művészetek között a zenét tette első helyre mint olyan művészetet, amivel még a képzetlenek is megszólíthatók. A zene hatását kutatva sorra megvizsgálta a legfőbb hangszereket: a klarinétot, a hegedűt, a brácsát, a fuvolát és a zongorát. Minden hangszerrel szemben azonban az emberi énekhangot tartotta a legtermészetesebbnek.
A legtöbb figyelmet a hegedűnek szentelte, hiszen ez rejti magában a legnagyobb lehetőséget a zenész számára. Ennek a hangját lehet a legjobban hangolni, módosítani, olyan finom rezdülések kifejezésére is alkalmas, amire a többi hangszer képtelen. A zongorának a legnagyobb a hangterjedelme, és alkalmasabb az akkordokra, mint a hegedű. A klarinét egyszerűbben tanulható, és erőteljesebb a hangja, de nem játszható rajta minden hangnem egyformán. A hegedű kifejezőereje mellett azonban a legtechnikásabb is egyben, sokkal többet kell vele gyakorolni, mint a többi hangszerrel. Mindezek igazolják a hegedű helyét a zenekarban.
A  hegedűművész kinevelésében tehetséges tanítványra, jó pedagógusra, rendszeres gyakorlásra és nem kevés elszántságra van szükség. Aki csak magának, vagy kisebb közönségnek zenél, annak is napi két órát kell szánnia a hegedűn való gyakorlásra. Ennyi gyakorlással képessé válik a kamarazenélésre és a zongorakíséret melletti hegedülésre is. Kiemeli a kamarazenét és a kísérettel való zenélést, mert segít abban, hogy az ember megtanuljon együttműködni társaival. A művészeteket tudatformáló erejük, nevelő hatásuk miatt tartja fontosnak, de a termelő munkának ad elsőbbséget, és megjegyzi, hogy a művészet romboló hatású is lehet, hiszen elvonja az embereket a termeléstől, vagy feleslegesen felszítja az érzelmeket.
Foglalkozott a hangok jelölésével, hangjegyírással is. Több próbálkozása ismert. Az ötvonalas rendszert és a pótvonalak számát áttekinthetőséggel magyarázta. Az egyes oktávok megkülönböztetésében a jelzők helyett különféle szótagokkal egészítette ki a hangok nevét. Egy másik próbálkozásában megszámozta a hangokat. A ritmusértékek jelölésére apja jeleit kiegészítő algebrai jelrendszert alkalmazott, például a módosítójeleket is megváltoztatta. Mindezek együtt azonban egy nagyon bonyolult rendszert alkotnak, aminek bemutatására és továbbgondolására már nem vállalkozott.
Egy másik ötletében egyenjogúsította az oktáv tizenkét hangját, habár a temperálást elutasította mint zavaros és ellentmondásos megoldást. Zeneművekkel érvelt a temperálás ellen, mivel ezeket eltorzítja, és megfosztja hangulatuktól. Még az egyenletes elosztás lenne a legkevésbé rossz, de ez természetellenes. Később azonban az egyenletes temperálást fogadta el mint szükségmegoldást. Minden hangközt kellemesnek tartott, viszont mindegyikhez külön jelleget rendelt. Hasonlóan foglalkozott az akkordokkal is.
Az ütemet csak ütemváltáskor tartotta szükségesnek kiírni. A páratlan ütemet elméletében nehezebbnek tartotta, mint a párosat. A hangsúlyok érzékeltetését nem szabad eltúlozni; ez gyakori hiba a kezdőknél. Megemlítette a hangsúlyeltolódást és a kettes számrendszertől eltérő ritmusértékeket.

### Műveinek magyar nyelvű kiadásai
- A térnek absolut igaz tudománya, a mely független Euklides XI. axiomájától ; ezt követi a kör geometriai quadratutárja ez axioma helytelen voltának esetében, fordította Rados Ignác, Budapest, MTA Mathematikai és Physikai Társulat, 1897
- Appendix, a tér tudománya, Akadémiai Kiadó, Budapest, 1977, ISBN 963-05-1512-1
- Fogalmazványok a Tanhoz, illetőleg az Üdvtanhoz, Ambrus Hedvig Mária, Deé Nagy Anikó és Vakarcs Szilárd közreműködésével szerkesztette és bevezetéssel ellátta Benkő Samu, Kolozsvár, Erdélyi Múzeum-Egyesület, 2003, ISBN 973-8231-27-2

## Személyisége
A bécsi  hadmérnöki akadémia archívumában fennmaradt iratok szerint már bekerülésének első évében kivívta tanárainak elismerését: képességeit „nagyon jó”, szorgalmát „jó” minősítésűnek értékelték. Ezt a minősítést az erős színvonalú osztályban mindvégig megőrizte, leszámítva a szépírást, és az emberi alak rajzolását, ahol csak közepes eredményeket ért el. Az utolsó tanévben azonban már dacos temperamentuma is megmutatkozott: először csak a sorozatos kimaradozások miatt kapott házi őrizetet, utóbb viszont a napiparancs azért ítélte el, mert „játékot űz abból, hogy az összes létező előírással dacoljon, a kapott intések és figyelmeztetések mellőzésével.”
Katonai pályafutása alatt a Lembergben töltött időszakra vonatkozóan a Conduite-Liste der Stabs- und Oberoffiziere pro anno militari 1831 nyújt adatokat. Eszerint bírta a német, magyar, latin, és valamelyest a francia nyelvet, és „úgy tűnik, kiváló képessége és hajlandósága van a felsőbb matematikához, amelyek inkább illenek egy professzorhoz, mint a tüzérségi szolgálathoz, ahol a nevezett teljesítménye gyenge, amihez talán hozzájárul folytonos betegeskedése is.” Csendes, jóindulatú személyiségnek jellemzik, aki nem iszik, nem kártyázik, nem keveredik adósságokba, nem keresi a vitát, és egyaránt jól kijön a bajtársaival, az alárendeltjeivel és a civilekkel is. Az 1832-es olmützi jellemzés szerint már ért franciául és valamennyire olaszul is, viszont időközben ingerlékennyé és hirtelen haragúvá vált. Nagyjából ugyanezek a vonások tükröződnek a nyugdíjazása alkalmával keletkezett iratokban is. Lobbanékonyságával édesapjának is sok bánatot okozott.
Egyes életrajzok félelmetes párbajhősnek írják le; idéznek egy esetet, amikor tizenhárom tiszttársával vívott egymás után párbajt, azzal az egy kikötéssel, hogy két menet között hegedülhessen egyet. Maga Bolyai önéletrajzában ezt írja: „több ízben volt kedvetlen összejövésem s kardra hivattam, mi mellett azonban szerencsésen elkerültem minden tetemes sértést. Én magam csakugyan (egy esetet még az akadémián, kadet koromban kivéve...) senkit ki nem hívtam.”
Ellentétben a régebbi monográfiákkal és szépirodalmi művekkel, amelyek Bolyai Jánost magába zárkózott, emberkerülő, különcnek írják le, a fennmaradt családi visszaemlékezések tanúsága szerint család- és emberszerető, jó kedélyű társadalmi ember volt. Soha nem volt részeg, még spicces sem; a dohányzásról és a részegségről megvetéssel beszélt.

## Bolyai emlékezete és kultusza

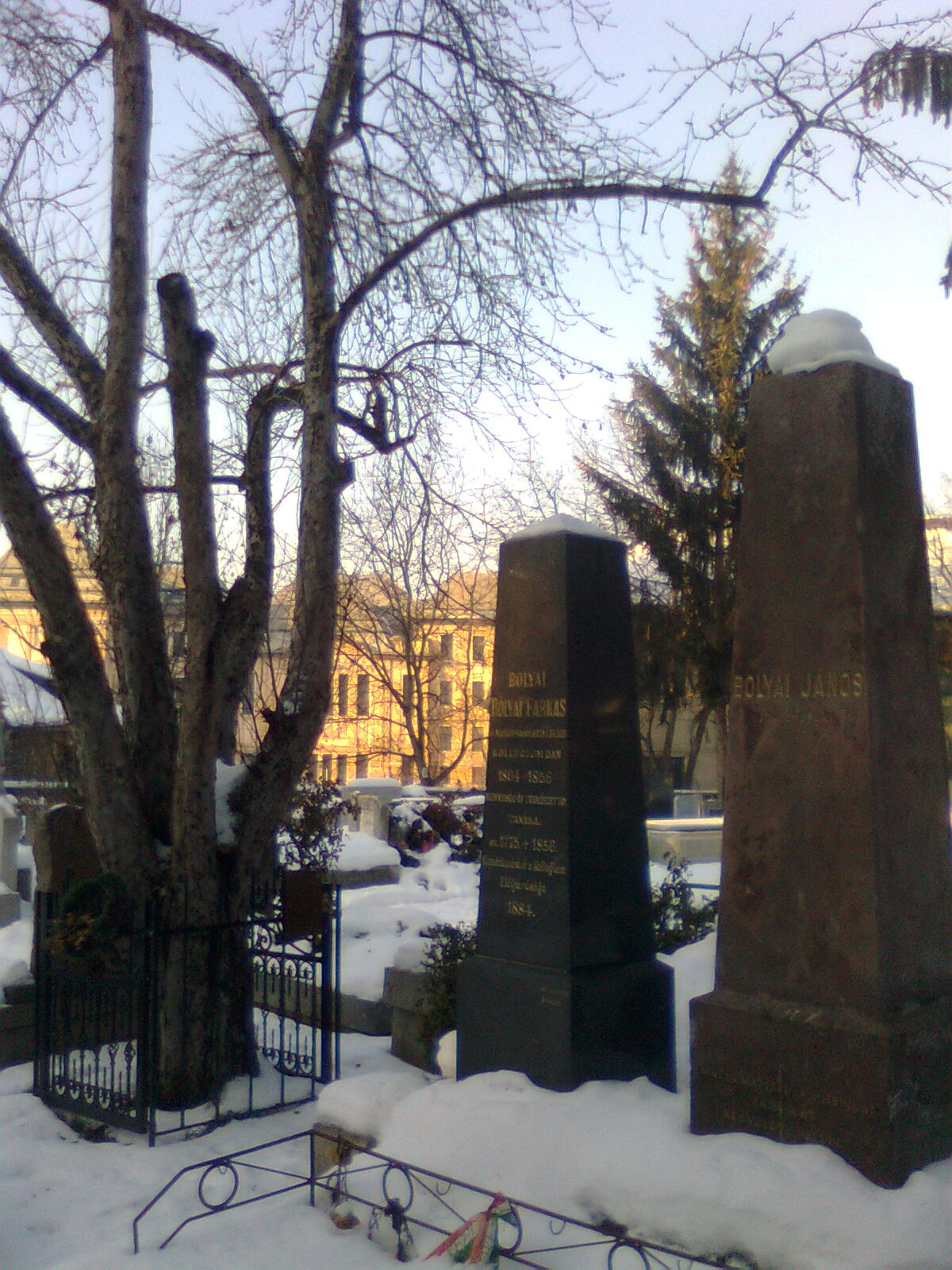
A két Bolyai sírja

Mivel Bolyai visszavonultan, a tudományos világtól távol élt és alkotott, életművének jelentőségét csak halála után ismerték el. Mellőzéséhez az is hozzájárult, hogy az akkori Magyar Tudós Társaság fő feladatának a magyar nyelv kiművelését tekintette, Bolyai ezzel szemben latin és német nyelven írt. Döbrentei Gábor 1833-ban így írt ezzel kapcsolatban Bolyai Farkasnak: „…fiadra a Kapitányra nézve is az a barátságos észrevételem van, hogy ha magyarul adja ki munkáját, lehet új helybeli tag is…”
Bolyai János temetésén a katonai kiküldötteken kívül mindössze három vásárhelyi polgár volt jelen, sírja 34 éven át jelöletlen maradt, mígnem fölé a magyar Mathematikai és Physikai Társulat (Szily Kálmán javaslatára) 1894-ben egy emlékkövet állított.
Munkássága elismerése először az 1860-as években, külföldön következett be, a latin nyelven írt Appendixet előbb fordították le olaszra, franciára, angolra, mint magyarra. Az angol fordítást George Bruce Halsted texasi matematikaprofesszor készítette, aki 1896-ban utazást tett Erdélyben és Oroszországban, Bolyai és Lobacsevszkij nyomát keresve. A 19. század végén Paul Stäckel kezdett behatóan foglalkozni a Bolyaiak életével és munkásságával, és 1913-ban jelent meg német nyelven két kötetes, 1914-ben Bolyai Farkas és Bolyai János geometriai vizsgálatai címmel magyar fordításban is kiadott könyve. Bolyainak a 19–20. század fordulóján kialakuló kultusza hozzájárult a tudósok és a tudás társadalmi elismertségének növekedéséhez. Egy akkori lap így írt: „Ennek a Bolyainak Magyarország a külföldi megbecsülésében többet köszönhet, mint mondjuk egy egész raj politikusnak.”
1902-ben a Magyar Tudományos Akadémia Bolyai-díjat alapított, de ezen kívül több másik díj  is viseli a tudós nevét. A Holdon krátert neveztek el róla. Bolyai János születésének 100., 150., 175. és 200. évfordulóját konferenciákkal ünnepelték.
1957 óta Marosvásárhelyen, a Bolyai-téren szobor őrzi a két Bolyai emlékét; ugyanitt áll a tudós születésének 200. évfordulójára készült Pszeudoszféra-szobor. Szobra áll továbbá a temesvári és a kolozsvári egyetem belső udvarán, emléktábla jelöli kolozsvári szülőházát, illetve életének marosvásárhelyi, bécsi, temesvári és lembergi színhelyeit.

A két Bolyai szobra Marosvásárhelyen
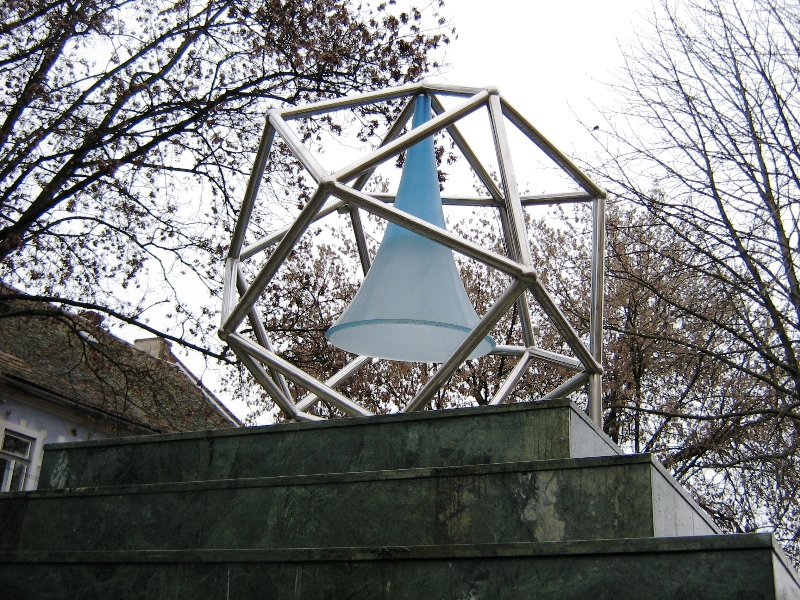
A marosvásárhelyi Pseudosphaera-szobor
Bolyai János mellszobra a Sapientia EMTE marosvásárhelyi karának Bolyai-parkjában (Berek Lajos műve)
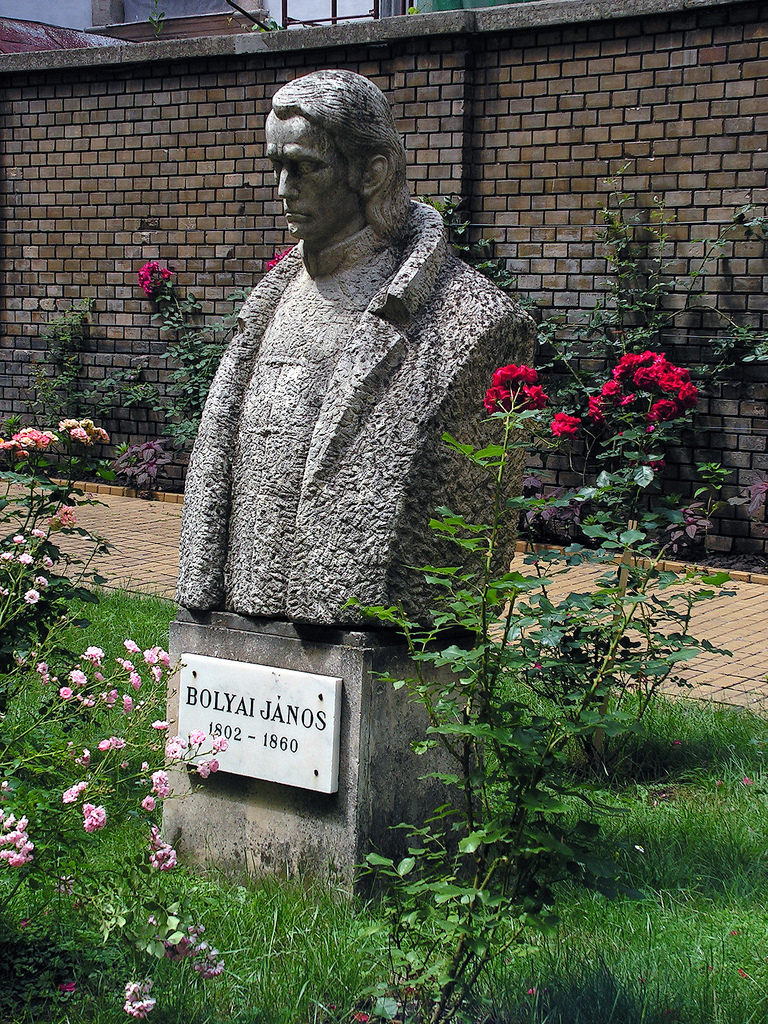
Bolyai János szobra a kolozsvári egyetem Farkas utcai épületének belső udvarán (Vetró Artúr munkája)
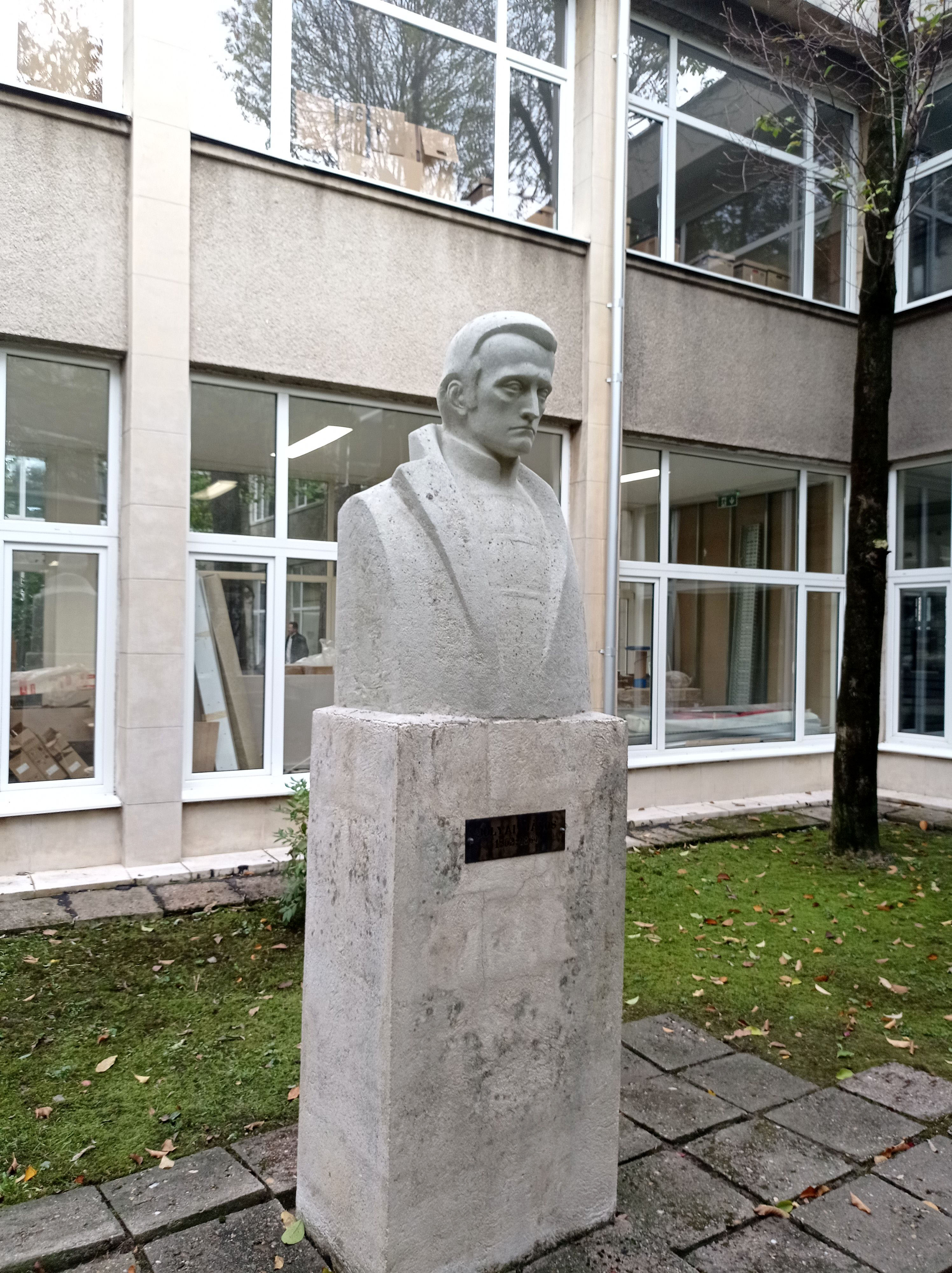
Bolyai János szobra a temesvári egyetem udvarán (Vetró Artúr munkája)
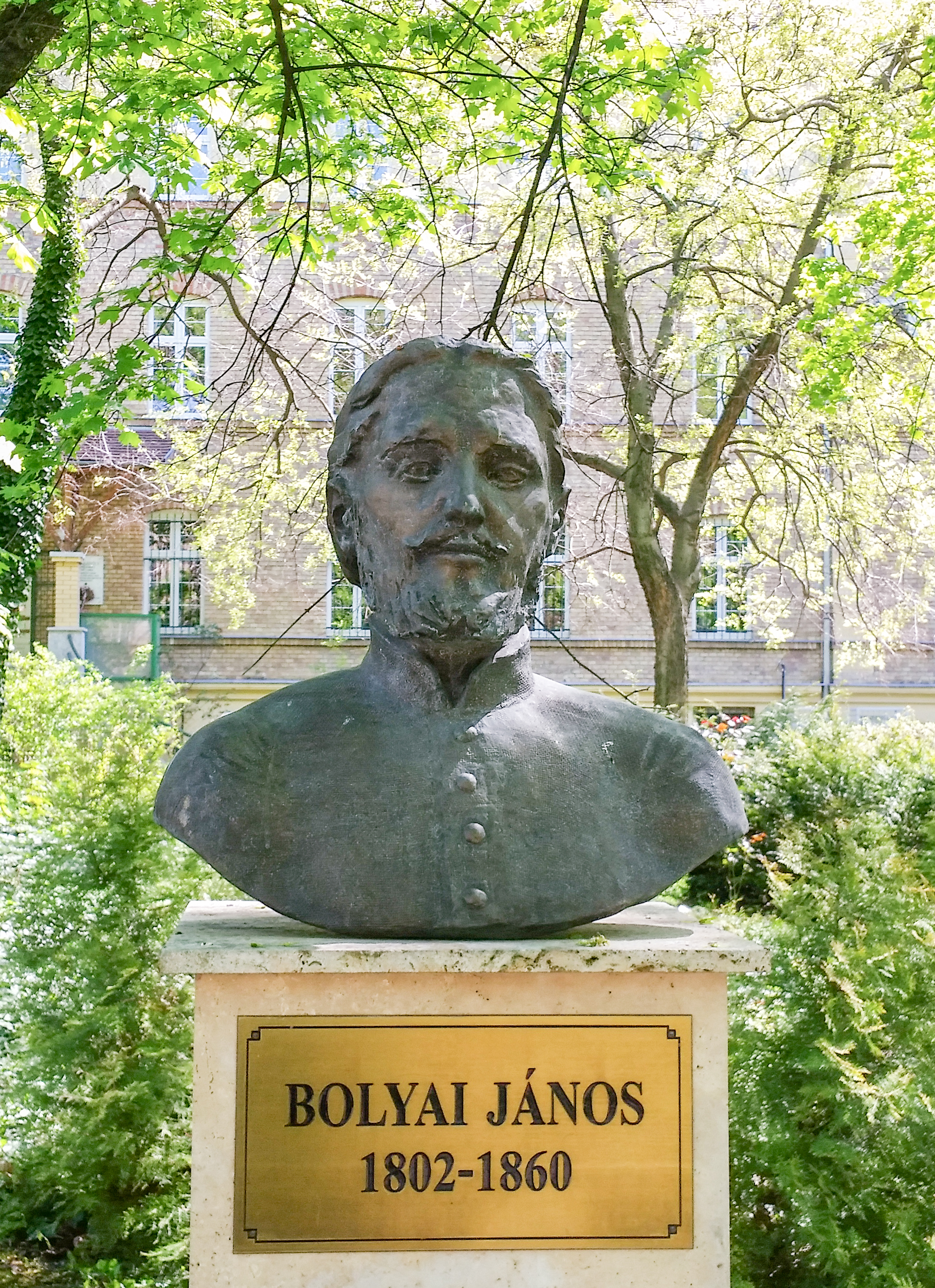
Bolyai János mellszobra a budapesti katonai akadémián
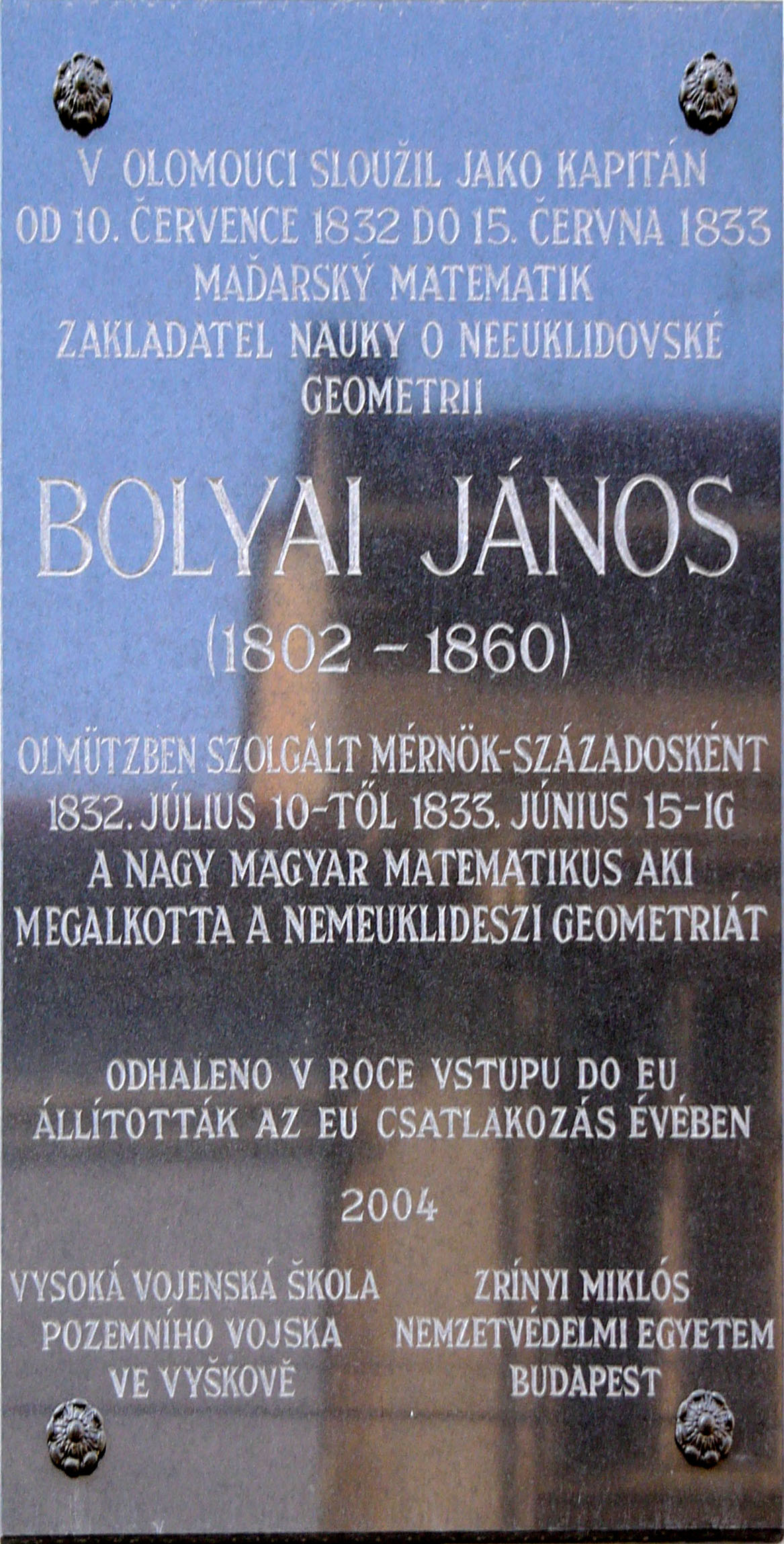
Bolyai János emléktáblája, Olmütz, Csehország

### Bolyai-arcképek
A tudománytörténet mai álláspontja szerint nem maradt fenn hitelesnek tekinthető kép Bolyai Jánosról. A dokumentumok tanúsága szerint két festmény készült róla, az egyik elkallódott, a másikat pedig saját maga semmisítette meg. Bolyai Gergely, János öccse 1867. április 20-án írt levelében a következőkről számol be Szabó Sámuelnek: „Jánosnak a képe nincs meg, pedig mint főhadnagy nagyba, olajba le volt véve ganz parádéban, hanem az öreggel egykor veszekedve haragjában kardjával a rámából oly szépen kikanyarította, hogy annak csak rámája maradt”. Sokáig igényes lexikonok is az Adler Mór óbudai festőművész által festett képet közölték Bolyai arcképeként, és ez került az összes Bolyai Jánost ábrázoló postabélyegre is, azonban erről bebizonyosodott, hogy nem a matematikust ábrázolja. Ez a kép szerepel a Magyar Posta által 1960-ban kiadott bélyegen is.
Zsigmond Attila marosvásárhelyi festőművész hiteles leírásokat és „népi” mendemondákat kritikusan egybevetve, felhasználva Bolyai János fiáról készült képeket, és azt a hitelesnek tekinthető forrásokból vett értesülést, hogy Bolyai nagyon hasonlított Klapka György tábornokhoz, készített egy rekonstruált arcképet.
Weszely Tibor kérésére Márkos Ferenc megfestette Bolyai János arcképét: „2012 tavaszán átadtam neki Bolyai Farkas, Bolyai Farkasné Benkő Zsuzsanna, Klapka György, Bolyai Dénes és a kultúrpalotai dombormű fényképeit, valamint megemlítettem, hogy Bolyai János idővel szakállt és bajuszt viselt, haja sötétbarna, szeme pedig kék volt. Néhány hónap múlva elkészült a festmény…”

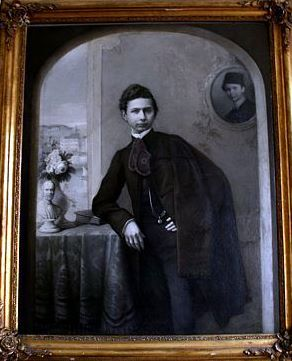
Adler Mór festménye
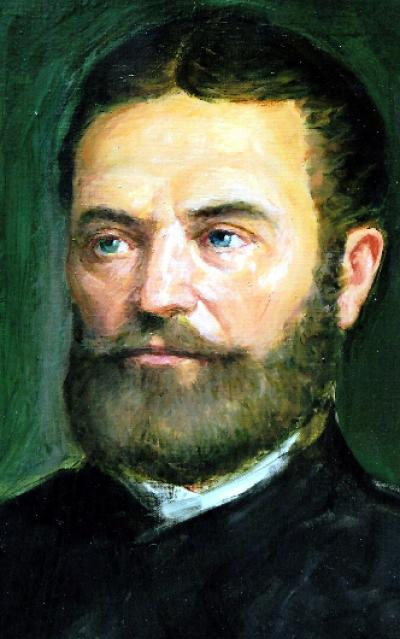
Márkos Ferenc festményén Bolyai rekonstruált portréja
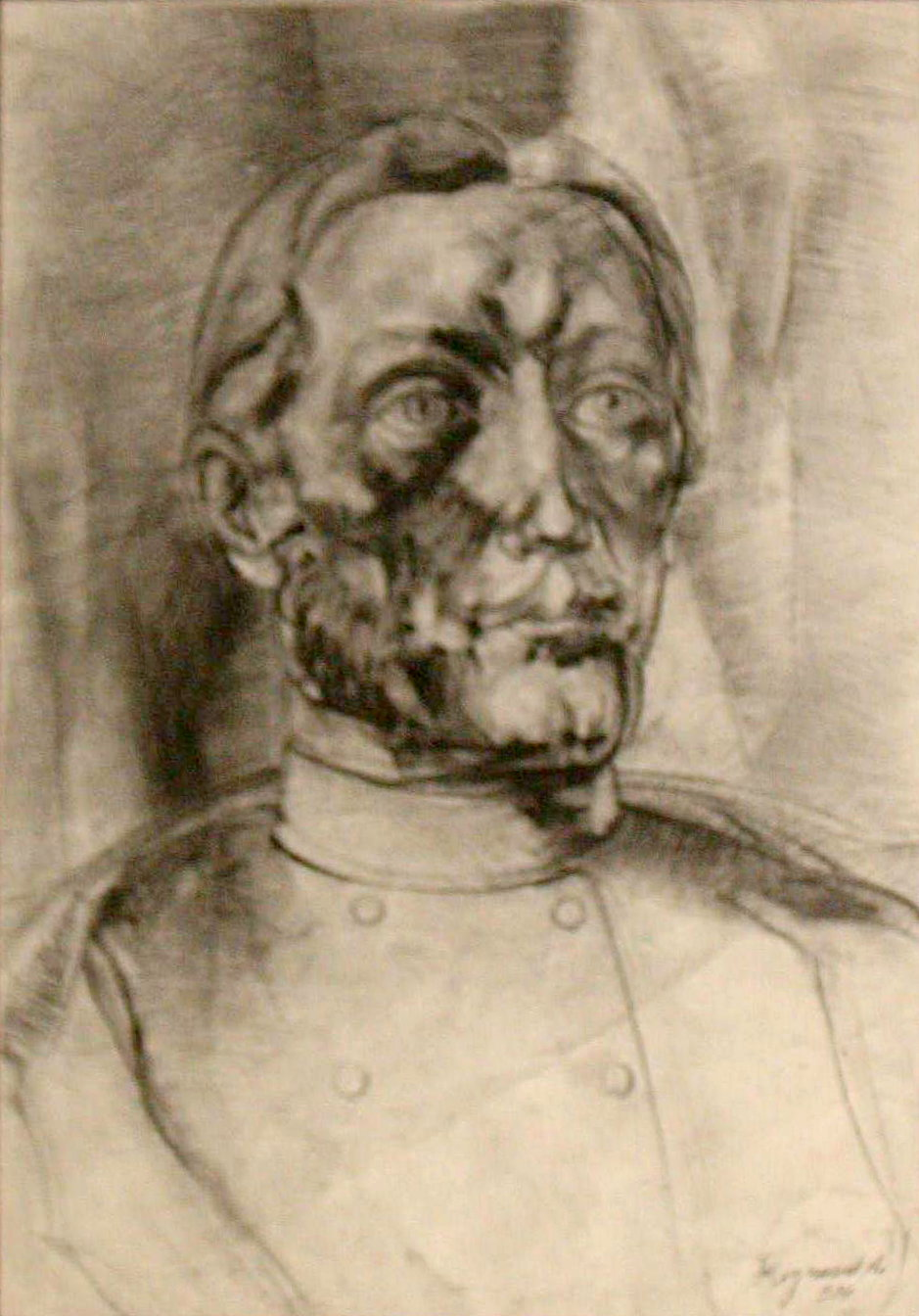
Zsigmond Attila Bolyai-grafikája

### Appendix

Az Appendix egyik példányát, amely a marosvásárhelyi református kollégium nyomdájában készült és Bolyai János saját munkapéldánya volt, az UNESCO 2009-ben felvette A világ emlékezete program listára. A Schmidt Ferenc hagyatékából megvásárolt példány 1901 óta a Magyar Tudományos Akadémia Könyvtárának kézirattárában található.

### Bolyairól elnevezett intézmények
Bolyai Jánosról számos oktatási intézményt neveztek el, többek között Budapesten, Kecskeméten, Mosonmagyaróváron, Érden, Nagykanizsán, Ócsán, Salgótarjánban, Szerencsen, Szombathelyen, Tatabányán, Zentán, Aknaszlatinán. Névadója volt több magyar katonai tanintézetnek 1939-ben vette fel a Bolyai János Műszaki Akadémia nevet a második világháború végéig a Hűvösvölgyben működő műszaki, híradó és folyamőr tisztképzés, a már megszüntetett Bolyai János Katonai Műszaki Főiskolának, valamint a Zrínyi Miklós Nemzetvédelmi Egyetemen működött Bolyai János Hadmérnöki Karnak. A hajdani kolozsvári Bolyai-egyetemet mindkét Bolyairól, apáról és fiáról nevezték el, de sokan úgy tartják, hogy a mai Babeș–Bolyai Tudományegyetem magyar névadója Bolyai János.
Bolyai János nevét viseli a szegedi egyetem Bolyai Intézete, illetve a neves matematikusok és fizikusok által 1891-ben alapított Mathematikai és Fizikai Társulat 1947-ben történt kettéválása után a matematikai rész Bolyai János Matematikai Társulat néven működik tovább. Magyarországon és Erdélyben több alapítvány is viseli a Bolyai nevet, de ezek közül egyesek elnevezése és tevékenységi köre Bolyai Jánoson kívül Bolyai Farkashoz is köthető.

### Alakja a szépirodalomban
Bolyai Jánosról számtalan alkotás született a magyar irodalomban, mivel élete bővelkedett a drámai motívumokban: szegénység, betegség, apjához fűződő bonyolult viszonya, a tudományos nézetei miatti meg nem értettsége, Gauss elutasítása. Az első művek, Ady Endre Csaba új népe és Babits Mihály Bolyai című versei, 1911-ben keletkeztek, amikor Bolyai Jánosnak a földi maradványait atyja mellé helyezték. Ezzel páratlan kiterjedésű  Bolyai-kultuszt indítottak el az erdélyi magyar kultúrában. Több regény és dráma azonban nem annyira a korát megelőző tudóst, mint inkább a szoknyavadászt és párbajhőst választotta témául. Tabéry Géza Szarvasbika című, 1925-ben megjelent regénye (amelyet három Bolyai-novella előzött meg), jellegzetes példa Bolyai alakjának romantikus irányban való eltorzítására. Vekerdi László szerint a regény-, illetve életrajzírók a saját Bolyai-elképzelésükhöz válogattak a rendelkezésre álló bőséges anyagból, így keletkezett Bedőházi „rosszfiúja”, Szily „félőrült vadzsenije”, Dávid Lajos „koravén csodagyereke” (A két Bolyai élete és munkássága – regényes életrajz, 1923), Alexits „délceg forradalmára” és Tabéry „szarvasbikája”. Németh László tudománytörténészi alapossággal készült A két Bolyai (1961) című dráma megírására, így mélységében tudta feltárni a Bolyaiak drámáját, de még így is azt nyilatkozta Benkő Samu Bolyai János vallomása című könyve megjelenését követően: „Ha ezt a könyvet ismerem, a darabot másképp írom meg, tán meg se írom. Olyan képet ad Bolyai János életéről, amellyel én nem versenyezhettem.” Kocsis István monodrámája (Bolyai János estéje, 1972) a híres matematikusban az illúzióival leszámolt, magányos tudóst idézte fel, aki azonban még élete alkonyán is erkölcsi például tud szolgálni: „Az ember akkor ember, ha összes választási lehetőségei közül mindig a legnehezebbet választja.”
További szépirodalmi művek Bolyai Jánosról (a teljesség igénye nélkül):
| - Emőd Tamás: Bolyai (vers, 1918) - Migray József: Bolyai titka (vers, 1918) - Tolnay Lajos: Gradus ad Parnassum (drámai költemény, 1923) - Miklós Jenő: A Bolyaiak (dráma, 1935) - Barabás Gyula: Domáldi jegenyék (regény, 1936) - Barabás Gyula: Köd a Maroson (regény, 1940) - Székely János: Bolyai hagyatéka (szonettkoszorú, 1954) - Aba Iván: A vásárhelyi remete (regény, 1955) - Horváth Imre: Számok szivárványán (vers) - Kiss Jenő: A fiúhoz az apáért (vers) | - Szilágyi Domokos: Bolyai Vásárhelyütt (vers) - Szilágyi Domokos: Két Ovidius (vers) - Saszet Géza: Párhuzamosok (vers) - Szőcs Kálmán: Bolyai (vers) - Száva István: Apa és fia (életrajzi regény, 1967) - Pethő László: Visszaszámolás (vers, 1973) - Mandics György és M. Veress Zsuzsanna: Bolyai János jegyzeteiből (verseskötet, 1979) - Buksa Éva: A matézis fáklyája (színmű, 2000) - Kocsis István: A Tér (drámai monológ, 2001) |